# دایبرگ/کرن
دایبرگ /کرن یک برند دانمارکی زیورآلات است که در سال 1985 توسط گیته داربرگ و هنینگ کرن شروع به فعالیت نموده است.
کار شرکت از زمانی آغاز شد که گیته دایبرگ و هنینگ کرن همدیگر را در مدرسه طراحی دانمارک ملاقات کردند. شروع به همکاری همراه با راه اندازی یک خط تولید لباس برای زنان همچنین زیور آلات بود. در سال 1990 گیته و هنینگ تصمیم گرفتند تا تنها در مد و زیور آلات تمرکز داشته باشند. کاری که تا کنون ادامه یافته‌است.
دفتر مرکزی دایبرگ/کرن در Oesterbro در کپنهاگ در کشور دانمارک است. طراحی زیور آلات و ساعت‌ها در داخل شرکت انجام شده  و کلیه محصولات دست ساز می‌باشند.

## تاریخچه
گیته دایبرگ و هنینگ کرن همدیگر را در سال 1985 ملاقات کردند. آغاز همکاریشان طراحی لباس زنانه و هماهنگ نمودن اکسسوری‌های مناسب آن بود. اولین نمایش مد آن‌ها در سال 1987 زمانی بود که آن‌ها از مدرسه طراحی کپنهاگ فارغ التحصیل شدند. پس از 3 سال هنینگ کرن و گیته دایبرگ تصمیم گرفتند تا تنها در تولید زیورآلات تمرکز داشته باشند. در سال 1997 دایبرگ/کرن نامزد دریافت جایزه Gazelle برای اولین بار بود. در سال 2001 دایبرگ/کرن جایزه پادشاه فردریک نهم را برای موفقیت و برتری در صادرات دریافت کرد. در سال 2004 این شرکت موفق به دریافت جایزه کارآفرین سال شد.
در سال 2010، بیست و پنجمین سالگرد راه اندازی این برند با رونمایی از مجموعهٔ مونوگرام که با استفاده از سکه‌های مونوگرام دایبرگ/کرن طراحی شده بود، جشن گرفته شد. همچنین کتاب "جشن 25 سالگی عشق به زیورآلات" در این سال منتشر شد.
در سال 2011/2012 شرکت تصمیم به توسعه کسب و کار از طریق عرضهٔ اولین مجموعه نقره (استرلینگ) گرفت. 
1985: گیته و هنینگ همدیگر را ملاقات کرده و شروع به طراحی لباس زنانه و اکسسوری گرفتند.
1987: فارغ التحصیلی از مدرسه طراحی کپنهاگ
1990: تصمیم به تمرکز بر طراحی و تولید زیورآلات در حوزه مد
1997: نامزد دریافت جازه Gazelle برای اولین بار
2001: دریافت نشان ویژه پادشاه فردیک نهم برای موفقیت در صادرات
2004: دریافت کارآفرین برتر سال
2010: جشن 25 سالگی برند
2011/2012: شروع طراحی و تولید مجموعهٔ نقره (استرلینگ)

## مجموعهٔ محصولات
زیورآلات مد
مجموعه زیورآلات مد دو بار در سال طراحی و عرضه می شود. مجموعهٔ بهار/تابستان و پاییز/زمستان. هر مجموعه دارای یک تم کلی با داستان های کوچک است که تبدیل به سری می گردد.
نقره استرلینگ
مجموعهٔ نقره استرلینگ متشکل از چند داستان کوتاه در مورد زیورآلات همراه با نمونه های موجود که از طلای 18 عیار برای آماده سازی نهایی کار استفاده می شود.

ساعتها
دایبرگ/کرن همچنین دارای یک مجموعه از ساعت نیز می باشد.